# Philip Inman (1er baron Inman)
Philip Albert Inman, 1er baron Inman, (12 juin 1892 – 26 août 1979) est un homme politique travailliste britannique.

## Biographie
Il est le fils de Philip Inman (décédé en 1894), de Knaresborough, Yorkshire, et de son épouse Hannah Bickerdyke, de Great Ouseburn, Yorkshire. Il fait ses études au Headingley College de Leeds et à l'Université de Leeds. Il combat pendant la Première Guerre mondiale, où il est blessé. Il épouse May Dew le 27 août 1919 et a un fils, Philip John Cope Inman, le 15 mars 1929.
En 1946, il est élevé à la pairie en tant que baron Inman, de Knaresborough, dans la circonscription ouest du comté de York. Il sert sous Clement Attlee en tant que Lord du sceau privé, avec un siège dans le cabinet, d'avril à octobre 1947, date à laquelle il démissionne. La même année, il est nommé président du conseil des gouverneurs de la BBC.
Lord Inman est décédé en août 1979, à l'âge de 87 ans. Son fils étant mort en 1968 et la baronnie s'éteint.